# Xanthomus pallidus
Xanthomus pallidus – gatunek chrząszcza z rodziny czarnuchowatych i podrodziny Tenebrioninae.

## Taksonomia
Gatunek ten opisany został po raz pierwszy w 1830 roku przez Johna Curtisa pod nazwą Helops pallidus. Do rodzaju Xanthomus przeniesiony został w 1854 roku przez Étienne’a Mulsanta.

## Morfologia
Chrząszcz o owalnym w zarysie ciele długości od 7 do 9 mm. Ubarwienie ma blade, żółtawe. Wierzch ciała cechuje się nieznacznym połyskiem oraz drobnym i gęstym punktowaniem. Szeroka, niemal poprzeczna głowa ma duże, delikatnie wcięte oczy o szerokości większej niż długość policzków przed nimi, a czoło między oczami z okrągłym wciskiem. Wierzchołkowy człon głaszczków szczękowych jest trójkątny. Czułki sięgają do połowy długości ciała, porośnięte są długimi, sterczącymi szczecinkami i mają człony od siódmego do dziesiątego rozszerzone w przednich częściach. Przedplecze jest wyraźnie szersze od głowy i wyraźnie szersze niż dłuższe, najszersze pośrodku, po bokach zaokrąglone, o bardzo wąskich krawędziach i dobrze zaznaczonych wszystkich czterech kątach. Wyraźnie sklepione pokrywy mają zaokrąglone wierzchołki, wyraźnie punktowane rzędy oraz drobno punktowane i mikroskopowo szagrynowane międzyrzędy. U samców stopy pary przedniej są wyraźnie, a pary środkowej nieznacznie poszerzone. 

## Ekologia i występowanie
Owad halobiontyczny i psammofilny (słono- i piaskolubny), występujący na nadmorskich wydmach i plażach, gdzie żyje wśród korzeni traw.
Gatunek palearktyczny. W Europie znany jest z Portugalii, Hiszpanii, Irlandii, Wielkiej Brytanii, Francji, Belgii, Holandii, Niemiec, Włoch i Malty. Zawleczony został do Szwajcarii. W Azji podawany jest z Cypru. W Afryce notowany jest z Wysp Kanaryjskich, Madery, Maroka, Algierii i Egiptu. W Europie Środkowej jest jedynym przedstawicielem rodzaju.